# Barbus guineensis
Barbus guineensis är en fiskart som beskrevs av Pellegrin, 1913. Barbus guineensis ingår i släktet Barbus och familjen karpfiskar. IUCN kategoriserar arten globalt som otillräckligt studerad. Inga underarter finns listade.